# Чианг Май (град)
Чианг Май (на тайски: เชียงใหม่; прослушай) или Чиангмай е най-големият и най-значим град в Северен Тайланд. Административен център е на провинция Чианг Май и е бивша столица на кралство Лан На (1296 – 1768 г.), което е наследено от кралство Чианг Май, трибутарна държава на Сиам в периода 1774 – 1899 г. Разположен е на 700 km северно от Банкок, сред най-високите планини в страната. През града тече река Пинг, приток на река Чао Прая. Градът е популярен сред туристите, но и сред студентите, които тук могат да учат в един от най-големите тайски вузове – Чиангмайския университет, както и в два института – технически и селскостопански.
Чианг Май означава „нов град“ и е наречен така, защото става новата столица на кралство Лан На, когато е основан през 1296 г. Предшестващата столица е Чианг Рай, основан през 1262 г.
Историческото значение на града е свързано с близостта му до река Пинг и големи търговски пътища.
И докато официално Чианг Май покрива по-голямата част на областта Ампое Муеанг Чианг Май, на практика градът се разпростира и в няколко съседни области. Самият град има население от около 150 хиляди души, но в метрополният му регион живеят близо 1 милион души – повече от половината население на провинцията.
Градът е разделен на 4 района: Након Пинг, Сривиджая, Менграй и Кавила. Първите три са разположени на западния бряг на река Пинг, докато Кавила е на източния бряг. Центърът на града попада основно в район Сривиджая.
Тук се намира един от регионалните центрове на Френско училище за Далечния Изток.

## История
Крал Менграй основава „новия град“ през 1296 г. на мястото на по-стар град на народа лава, наречен Вианг Нопбури. След това столицата на кралство Лан На е преместена от Чианг Рай в Чианг Май. Градът е фортифициран, построена е крепостна стена и около нея е изкопан ров, тъй като съседна Бирма е представлявала постоянна заплаха, както и Монголската империя, която едва няколко десетилетия по-рано покорява повечето от Юннан в Китай.
С упадъка на кралство Лан На, градът губи значението си и е превзет от Бирма през 1556 г. Чианг Май става част от Сиам през 1775 г. със споразумение, след като тайският крал Таксин успява да прогони бирманците. Поради контраатаките на Бирма, градът е изоставен в периода 1776 – 1791 г. След това столица става Лампанг, но Чианг май бавно започва да израства като културна, търговска и икономическа столица на Северен Тайланд, превъзхождана по значимост единствено от Банкок.
Общината на Чианг Май е създадена на 29 март 1935 г. Първоначално градът е покривал 17,5 km², но през 1983 г. вече има площ от 40,2 km².

## Климат
Градът има тропичен саванен климат. Температурите са високи целогодишно.
| Климатични данни за Чианг Май            | Климатични данни за Чианг Май | Климатични данни за Чианг Май | Климатични данни за Чианг Май | Климатични данни за Чианг Май | Климатични данни за Чианг Май | Климатични данни за Чианг Май | Климатични данни за Чианг Май | Климатични данни за Чианг Май | Климатични данни за Чианг Май | Климатични данни за Чианг Май | Климатични данни за Чианг Май | Климатични данни за Чианг Май | Климатични данни за Чианг Май |
| Месеци                                   | яну.                          | фев.                          | март                          | апр.                          | май                           | юни                           | юли                           | авг.                          | сеп.                          | окт.                          | ное.                          | дек.                          | Годишно                       |
| Абсолютни максимални температури (°C)    | 35,2                          | 37,7                          | 40,9                          | 41,4                          | 42,4                          | 39,3                          | 39,0                          | 36,5                          | 35,8                          | 37,9                          | 34,7                          | 33,4                          | 42,4                          |
| Средни максимални температури (°C)       | 29,8                          | 32,7                          | 35,2                          | 36,5                          | 34,2                          | 32,7                          | 31,8                          | 31,5                          | 31,7                          | 31,4                          | 30,1                          | 28,6                          | 32,2                          |
| Средни температури (°C)                  | 21,5                          | 23,9                          | 27,1                          | 29,3                          | 28,2                          | 27,6                          | 27,2                          | 26,8                          | 26,7                          | 26,1                          | 24,0                          | 21,4                          | 25,8                          |
| Средни минимални температури (°C)        | 14,9                          | 16,2                          | 19,5                          | 22,9                          | 23,8                          | 24,0                          | 23,9                          | 23,7                          | 23,2                          | 22,2                          | 19,2                          | 15,7                          | 20,8                          |
| Абсолютни минимални температури (°C)     | 8,6                           | 9,4                           | 13,0                          | 16,3                          | 18,3                          | 21,2                          | 20,5                          | 21,2                          | 19,5                          | 14,0                          | 9,3                           | 3,8                           | 3,8                           |
| Средни месечни валежи (mm)               | 4,2                           | 8,9                           | 17,8                          | 57,3                          | 162,0                         | 124,5                         | 140,2                         | 216,9                         | 211,4                         | 117,6                         | 53,9                          | 15,9                          | 1,131                         |
| ---------------------------------------- | ----------------------------- | ----------------------------- | ----------------------------- | ----------------------------- | ----------------------------- | ----------------------------- | ----------------------------- | ----------------------------- | ----------------------------- | ----------------------------- | ----------------------------- | ----------------------------- | ----------------------------- |
| Източник: Thai Meteorological Department |                               |                               |                               |                               |                               |                               |                               |                               |                               |                               |                               |                               |                               |

## Икономика
Най-голям дял от промишлеността на града заема дърводобивът и дървообработването. Градът е известен с дърворезбата си. Развити са също така хранително-вкусовата и тютюневата промишленост.

## Транспорт
Чианг Май разполага с жп гара, автобусна гара и международно летище. Сред градския транспорт най-популярни са пикапите, адаптирани като таксита, мото- и велорикшите.

## Замърсяване на въздуха
Дълготраещ екологичен проблем в Чианг Май е замърсяването на въздуха. Обикновено то започва към края на сухия сезон, между февруари и април. В резултат все повече и повече хора в града страдат от белодробни проблеми. В периода февруари – май, качеството на въздуха обикновено е под препоръчителната граница, а фините прахови частици достигат два пъти стандартните ограничения.
Като главна причина за замърсяването се изтъкват компаниите в селскостопанския сектор, които подпалват горските райони, за да се освободи място за нови посевни площи.

## Побратимени градове
Чианг май е побратимен с:
- Уодзу, Япония
- Сайтама, Япония
- Кунмин, Китай
- Харбин, Китай